# Furacão Michael

O Furacão Michael foi a décima terceira tempestade nomeada, o sétimo furacão e o segundo grande furacão a se formar na temporada de furacões de 2018. O Michael se originou de uma perturbação ciclônica no sudoeste do mar do Caribe, a qual o Centro Nacional de Furacões começou a monitorar em 2 de outubro. O sistema lentamente se organizou e começou a se mover em direção ao norte. Em 7 de outubro, se tornou organizado o suficiente para ser classificado como depressão tropical e, logo depois, ganhou força e foi classificado como tempestade tropical, recebendo o nome de Michael. Às 15h00 (UTC) do dia 8 de outubro, Michael ganhou força e se tornou o sétimo furacão da temporada, e rapidamente se intensificou para a categoria 3 no dia 9 de outubro. O furacão estava na categoria 4, com ventos sustentados de 230 km/h e pressão de 928 mbar, e se dirige para o Panhandle da Flórida.
O furacão Michael - terceira tempestade mais forte a atingir os Estados Unidos na História - devastou o noroeste da Flórida, inundando cidades costeiras e derrubando árvores.
Ele chegou à costa na quarta-feira, por volta das 14h do horário local (15h de Brasília), como uma tempestade de categoria 4 e ventos de até 250 km/h.
Deixou dois mortos, incluindo uma criança, nos Estados Unidos, e pelo menos 13 durante sua passagem pela América Central: seis em Honduras, quatro na Nicarágua e três em El Salvador.
Após entrar pela região conhecida como Panhandle, no noroeste da Flórida, o furacão perdeu força sobre a Geórgia e foi rebaixado para tempestade tropical. Depois seguiu a caminho das Carolinas do Sul e do Norte.
A tempestade deixou centenas de milhares de residências e empresas sem eletricidade na Flórida, no Alabama e na Geórgia.
Apenas uma tempestade "anônima" (já que a relação de nomes para os ciclones tropicais do Atlântico só seria criada nos EUA em 1953), conhecida como furacão do dia de trabalho, que atingiu a Flórida em 1935, e o furacão Camille, que devastou o Mississippi em 1969, chegaram ao continente com intensidade maior.
A pressão barométrica da tempestade do Dia do Trabalho (quanto menor o número, mais forte o furacão) era de 892 milibares, e Camille tinha 900. Já Michael adentrou a costa com 919.
Michael se mostrou tão poderoso ao varrer a Flórida que permaneceu como furacão enquanto avançava para o interior do país.